# Pop Will Eat Itself
A Pop Will Eat Itself brit indusztriális/alternatív rock együttes. 1986-ban alakultak Stourbridge-ben. Tagjai Birminghamből, Coventryből és Anglia Black Country nevű területéről származnak. Eredetileg grebo együttes voltak, majd áttértek az indie rock és az indusztriális rock műfajokra. Legismertebb daluk az 1993-as "Get the Girl! Kill the Baddies!", amely slágerlistás helyezést is elért.

## Története
Az együttes elődjének a "From Eden" nevű zenei társulat számított, melynek tagjai Clint Mansell, Adam Mole, Chris Fradgley, Malcolm Treece és Miles Hunt voltak. (Treece és Hunt később új együttest alapítottak The Wonder Stuff néven.) Miles Hunt helyére Graham Crabb került, majd a zenekar feloszlott.
Crabb, Mole és Mansell felfogadták maguk mellé Richard March-ot és "Wild and Wandering"-re változtatták a nevüket. Nevüket a Wasted Youth együttes egyik albumáról kapták. 1986-ban Pop Will Eat Itself-re változtatták a nevüket. Ezt a nevet a NME magazinból szedték. A magazinban megjelent egy cikk Jamie Wednesdayről, és ebben a cikkben volt olvasható ez az idézet.
Első nagylemezük 1987-ben jelent meg. 1996-ban feloszlottak. Crabb ekkor a Golden Claw Musics nevű ambient projektjére koncentrált, March és Townshend pedig új big beat együttest alapítottak Bentley Rhythm Ace néven. Townshend két szóló albumot is készített, Mansell pedig filmzenéket is szerzett.
2005-ben újból összeálltak koncertezés céljából. 2011 óta újból működnek új felállással, Graham Crabb az egyetlen eredeti tag.

## Tagok
- Graham Crabb - ének, dob, billentyűk, programozás
- Mary Byker - ének
- Davey Bennett - gitár, basszusgitár
- Richard March - basszusgitár, gitár, billentyűk, programozás
- Adam Mole - gitár, billentyűk, programozás
- Fuzz Townshend - dob, billentyűk, programozás

### Korábbi tagok
- Clint Mansell - ének, basszusgitár, gitár, billentyűk, programozás, sample, keverőpult, dob
- Kerry "The Buzzard" Hammond - gitár
- Tim Muddiman - gitár, basszusgitár, billentyűk
- Jason Bowld - dob, programozás

## Diszkográfia
- Box Frenzy (1987)
- This is the Day... This is the Hour... This is This! (1989)
- Cure for Sanity (1990)
- The Looks or the Lifestyle? (1992)
- Dos Dedos Mis Amigos (1994)
- New Noise Designed by a Sadist (2011)
- A Lick of the Old Cassette Box (korábban kiadatlan, 2013)
- Anti-Nasty League (2015)